# Гавриил (линейный корабль, 1713)
«Гавриил» — парусный линейный корабль Балтийского флота России.

## Описание корабля
Парусный двухдечный линейный корабль 4 ранга, один из трёх кораблей одноимённого типа. Длина судна по сведениям из различных источников составляла от 38,7 до 38,71 метра, ширина — 10,7 метра, а осадка от 4,7 до 4,71 метра. Вооружение судна составляли 52 орудия, включавшие двадцать четыре 12-фунтовых, двадцать 8-фунтовых и восемь 4-фунтоых. При этом при отправлении из Архангельска в 1713 году на корабль устанавливались 22 8-фунтовых и восемь 4-фунтовых орудий, а остальное вооружение устанавливалось уже по прибытии в Ревель. Экипаж состоял из 350 человек, в том числе капитана, 2-х поручиков (лейтенантов), 7-ми мичманов, шкипера, боцмана, 3-х боцманматов и 50-ти морских солдат.
Корабль назван в честь одного из восьми христианских архангелов Гавриила и был первым из четырёх парусных линейных кораблей российского флота, названных именем этого архангела. Также одноимённые корабли строились в 1749 и 1802 годах для Балтийского флота и в 1839 году — для Черноморского, также в составе флота несли службу два одноимённых парусных фрегата 1781 и 1787 годов постройки.

## История службы
Корабль «Гавриил» был заложен на Соломбальской верфи в 1712 году. После спуска на воду в июне 1713 года вошёл в состав Балтийского флота России. Строительство корабля вёл корабельный мастер Выбе Геренс. 17 (28) октября 1713 года корабль вышел из Архангельска в Балтийское море, на зимовку был оставлен в Кольском заливе, а в июле следующего года прибыл в Ревель.
Принимал участие в Северной войне. В 1714 и 1715 годах выходил в крейсерства в Финский залив в составе эскадр. В июле 1716 года в составе эскадры перешёл из Ревеля в Копенгаген и c 5 (16) по 14 (25) августа совершал плавания в Балтийском море в составе четырех объединенных флотов России, Дании, Голландии и Англии, а 22 октября (2 ноября) прибыл с эскадрой в Ревель.
В 1717 и 1718 годах выходил в крейсерские плавания в Балтийском море в составе эскадр и отрядов. С 4 (15) июня по 16 (27) июля 1717 года входил в состав эскадры генерал-адмирала графа Ф. М. Апраксина, которая находилась в крейсерстве у берегов Швеции и принимала участие в высадке десанта на остров Готланд.
Больше в море не выходил, в 1719 году был переоборудован в брандер, а в 1721 году — разобран.

## Командиры корабля
Командирами линейного корабля «Гавриил» в разное время служили:
- А. Симсон (1713—1715 годы).
- И. А. Брант (1716—1717 годы).
- Р. Лани (1718—1719 годы).